# Geranomyia nigronitida
Geranomyia nigronitida is een tweevleugelige uit de familie steltmuggen (Limoniidae). De soort komt voor in het Australaziatisch gebied.